# クラッシュ!正宗
『クラッシュ!正宗』（クラッシュまさむね）は、原作：小林信也、作画：たなか亜希夫による日本の野球漫画作品。1995年から1997年にかけて『漫画アクション』（双葉社）にて連載された。単行本は全12巻。

## 概要
1980年代中盤の『別冊漫画アクション』で連載されていた『セニョール・パ』（原作：高橋三千綱、漫画：かざま鋭二）と同じく、実在のNPB球団で破天荒なオリジナルキャラクターが活躍するコンセプトの野球漫画。
連載開始にあたり、ヤクルトスワローズ（当時）からの協力を得て、当時実在した選手・監督・コーチなどが実名で登場した。連載は好評だったが、のちに肖像権問題が発生し、ヤクルト球団からの協力が取り消しになったことで連載終了に至った。なお、『漫画アクション』では、2000年に中日ドラゴンズの協力を得て、やはり同じコンセプトの『CURA』（六田登）が連載されている。

## あらすじ
1995年初夏のある日、神宮外苑で練習中の野村克也率いるヤクルトスワローズ。そこに突然一人の男が「オレに投げさせろ」と言って現れる。最初はアピールを無視していた野村だったが、男は突然ユンボを持ち出してベンチを破壊しようとし出したため、慌てた野村が試しに投げさせてみると、実はとてつもない実力派投手だった。その男の名は「彩木正宗」。
しかし、契約にあたり、正宗は「1アウトにつき現金100万円即払い」という出来高契約を要求。ヤクルトはそれを丸呑みし、かくして風変わりなクローザーが誕生した。

## 主な登場人物
彩木正宗（さいき まさむね）
主人公。新潟県出身。1995年時点で32歳(旧姓は長嶋)。
持ち球はストレート、カーブ、チェンジアップ。
ストレートはMAX159㎞で打者の手前で浮き上がる。
カーブは縦に曲がり、作中では沢村栄治のドロップボールと称されている。また、チェンジアップも持ち球ではあるが、あまり投げることはなかった。
当初はスワローズのクローザーとして活躍し、翌1996年からは先発としてもマウンドに立つようになった。登板前にはエレファント・カシマシの曲を聴いてからマウンドに上がる。
通常は右投げだが、左腕で投げることも可能。左投げの際は制球力を生かした軟投派となるが、レベルは右投げの時に比べると劣り、作中でも左投げでめった打ちに遭ったりしている。
スワローズとの契約は、通常「1アウトにつき現金100万円、ただし登板した時点での走者による自責点や失点に関係なく、1点取られるごとに100万円を返す」という内容。しかし、正宗が左投げで登板する場合には「1アウト50万円」になったり、オリックス・ブルーウェーブと日本シリーズで対戦した際には「1アウト300万円、イチローとの対戦時のみは1アウト500万円」になるなど、状況によって報酬が変動している（なお失点時の返金はそのまま）。
当初、昼間は映画館などの看板を描くバイトをしており、その会社の2階に住んでいたが、その会社が1995年のシーズンオフに倒産し社屋が取り壊されてしまい、その後はアパートで一人暮らし。ただし後述するように既婚者で娘もおり、1997年シーズンに入り変則的な形で同居する。
実家は新潟で造り酒屋「長嶋酒造」を営んでいる。高校時代は無名の投手だったが、蛭野の強い推薦で読売ジャイアンツがドラフト会議で指名する方針だった。ところがドラフト会議を前に当時の長嶋茂雄監督が解任されたことからその方針は撤回されてしまい、以後正宗はそれをトラウマとして生きていくことになる。その後アメリカに渡り、一時2Aの球団でクローザーを務めていた。
1996年の初戦となった対広島東洋カープ戦で、9回2アウトまでノーヒットノーランを続けながら、次のバッターとなった前田智徳に頭部へのデッドボールを投げてしまい、危険球による退場処分を受けてしまう。しかし、これにはカープの選手も不同意で退場処分の撤回を審判に迫ったため、審判は没収試合を宣告し引き上げてしまった。カープとスワローズの選手は審判不在の状況で試合を続行し、正宗はその後もカープをノーヒットに抑えるが、結局「幻のノーヒットノーラン」となってしまった。
彩木陽子（さいき ようこ）
正宗の妻。本業はインテリアデザイナー。金遣いが異常に荒いため当初は別居していたが、1997年シーズンに入り同居する（厳密には同じアパートの隣の部屋で暮らす）ようになった。
彩木なずな（さいき なずな）
正宗と陽子の間の一人娘。
蛭野半蔵（ひるの はんぞう）
通称「ヒルの半蔵」。元ジャイアンツの捕手で引退後スカウトに転じる。現在はフリーのスカウト兼トレーナー。
鍼治療の技術を持っており、久々に再会した正宗の右肩に鍼治療を施したところ、正宗の投げる球が一気に変貌するほどの効果をもたらす。また正宗のインナーマッスルが弱いことを見抜き独自のトレーニングを施す。
津波龍（つなみ りゅう）
正宗と高校時代野球部でチームメイトだった捕手。父親も元ジャイアンツの捕手で、蛭野とは旧知の仲。正宗とは異なり長嶋解任後もジャイアンツにドラフト指名される予定だったが、指名方針の撤回を巡る正宗と蛭野の喧嘩を止めようとした際に、倒れた自転車のスタンドが左目に刺さり、それが原因で左目は失明し、ドラフト指名の話も流れてしまう。
その後正宗が去り跡継ぎがいなくなった長嶋酒造に入社、日本酒造りを手がけていたが、その間も野球のトレーニングは欠かしていなかった。1996年にちょうど右の大砲を欲しがっていた長嶋が津波に目をつけ、16年越しの夢が叶いジャイアンツに入団する。
鮫島弁慶（さめじま べんけい）
正宗の住むアパートの近所にある居酒屋の店主。
実は元ジャイアンツの投手で、二軍で蛭野とバッテリーを組む仲であったが、消化試合でのピッチング内容を巡って2人が喧嘩した際に右手を痛めてしまう。結局痛めた右手は元に戻らず、4年後にジャイアンツを自由契約となりカープに移るが、今度は肩を痛めてしまい、引退を余儀なくされた。その後古葉竹識政権下のカープでスコアラーを務め、1975年のカープ初優勝に貢献するが、自分のやりたい野球とのスタイルの違いに苦しみカープを退団した。
その他
野村克也、古田敦也、イチロー、新庄剛志からメジャーリーガーなど、実在の野球選手が多数登場している。